# Licto
Licto ist eine Ortschaft und eine Parroquia rural („ländliches Kirchspiel“) im Kanton Riobamba der ecuadorianischen Provinz Chimborazo. Die Parroquia besitzt eine Fläche von 58,42 km². Die Einwohnerzahl lag im Jahr 2010 bei 7807. Der Hauptort geht auf eine Gründung im Jahr 1588 von Juan Clavijo zurück. Die Parroquia wurde im Jahr 1855 gegründet.

## Lage
Der 2850 m hoch gelegene Hauptort Licto befindet sich 15 km südsüdöstlich der Provinzhauptstadt Riobamba. Die Fernstraße E46 (Riobamba–Macas) verläuft entlang der südwestlichen Verwaltungsgrenze nach Süden. Der nach Norden fließende Río Chambo begrenzt das Verwaltungsgebiet im Osten. Im Süden reicht das Gebiet bis zur Mündung des Río Guamote in den Río Chambo. Mittig in der Parroquia erhebt sich der 3336 m hohe Vulkankegel des Tulabug.
Die Parroquia Licto grenzt im Nordosten an den Kanton Chambo, im Südosten an die Parroquia Pungalá, im äußersten Süden an die Parroquia Cebadas (Kanton Guamote) sowie im Westen an die Parroquias Flores und Punín.